# Rhynchosia foliosa
Rhynchosia foliosa är en ärtväxtart som beskrevs av Markotter. Rhynchosia foliosa ingår i släktet Rhynchosia och familjen ärtväxter. Inga underarter finns listade i Catalogue of Life.